# بلد (عراق)
بلد (به عربی: بلد) شهری در استان صلاح‌الدین کشور عراق است که در سرشماری سال ۲۰۱۵ میلادی، ۸۰٬۰۰۰ نفر جمعیت داشته است.